# George Karlaftis
Yoros Matthew Karlaftis (Atenas, Grecia, 3 de abril de 2001) más conocido como George Karlaftis, apodado Furious George, es un jugador profesional griego de fútbol americano, se desempeña en la posición de defensive end en Kansas City Chiefs, en la National Football League (NFL).

## Carrera
Fue seleccionado en la Reunión Anual de Selección de Jugadores de la NFL de 2022. Hizo su debut profesional con el equipo Kansas City Chiefs, lleva jugando dos temporadas.